# Постдиджитал
Постдиджитал (пост-цифровой, постцифровая)— термин, используемый в конце XX и начале XXI века для описания нового художественного направления; появился в рамках дискуссии о будущих направлениях современного искусства, в частности — электронной музыки; позднее начал использоваться в таких областях — таких как философия, антропология и социальные науки. В 2000 году термин был введен в академический дискурс об электронной музыке композитором Кимом Касконе — в его работе «The Aesthetics of Failure: 'Post-Digital' Tendencies in Contemporary Computer Music» — и относился к концепции, разработанной профессором Николасом Негропонте в 1998 году.